# دیوید آوشالوم
 دیوید آوشالوم (انگلیسی: David Awschalom؛ زاده ۱۹۵۶) یک فیزیک‌دان اهل ایالات متحده آمریکا است.